# Aphragmus nepalensis
Aphragmus nepalensis är en korsblommig växtart som först beskrevs av Hiroshi Hara, och fick sitt nu gällande namn av Al-shehbaz. Aphragmus nepalensis ingår i släktet Aphragmus och familjen korsblommiga växter. Inga underarter finns listade i Catalogue of Life.